# Канотье

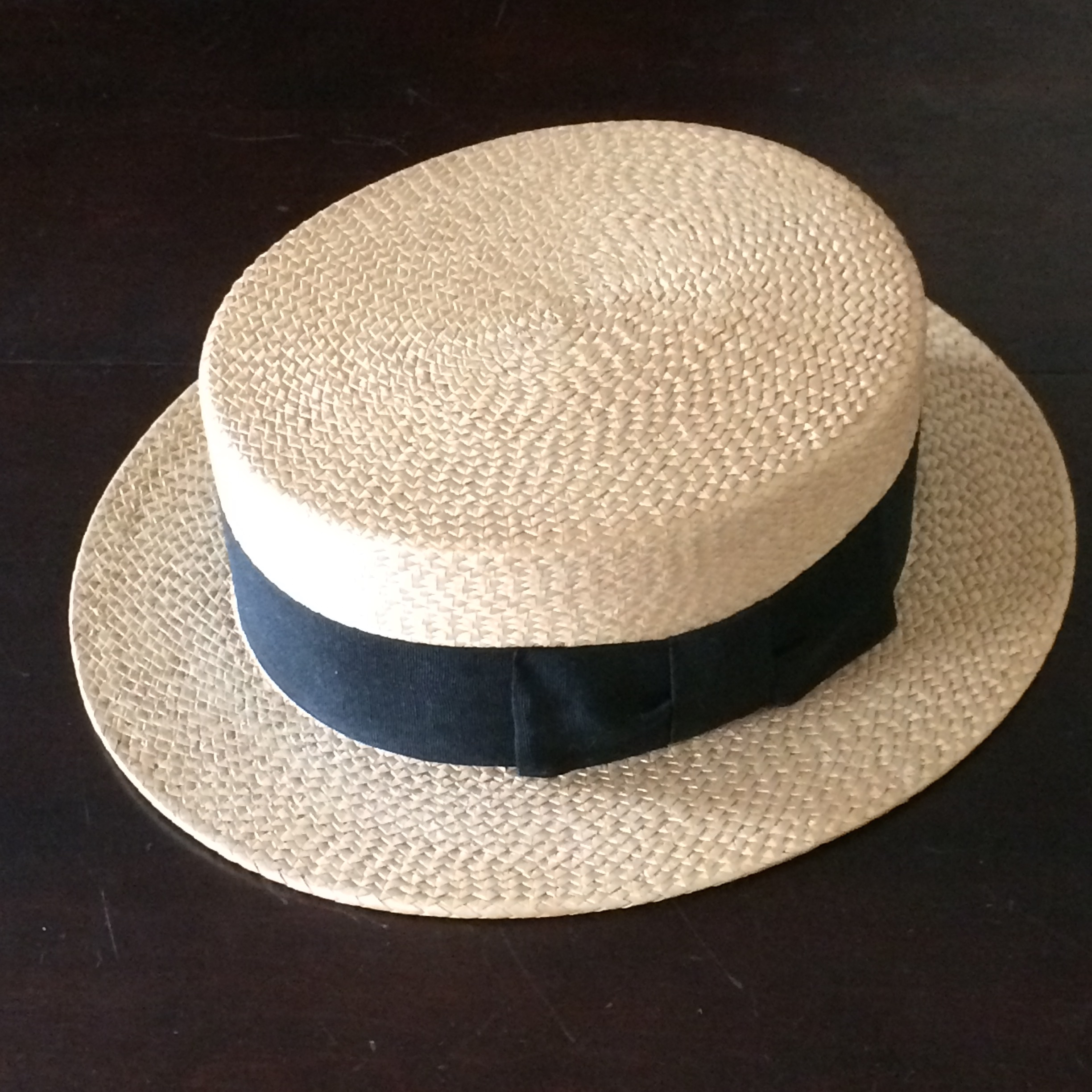
Канотье с чёрной лентой

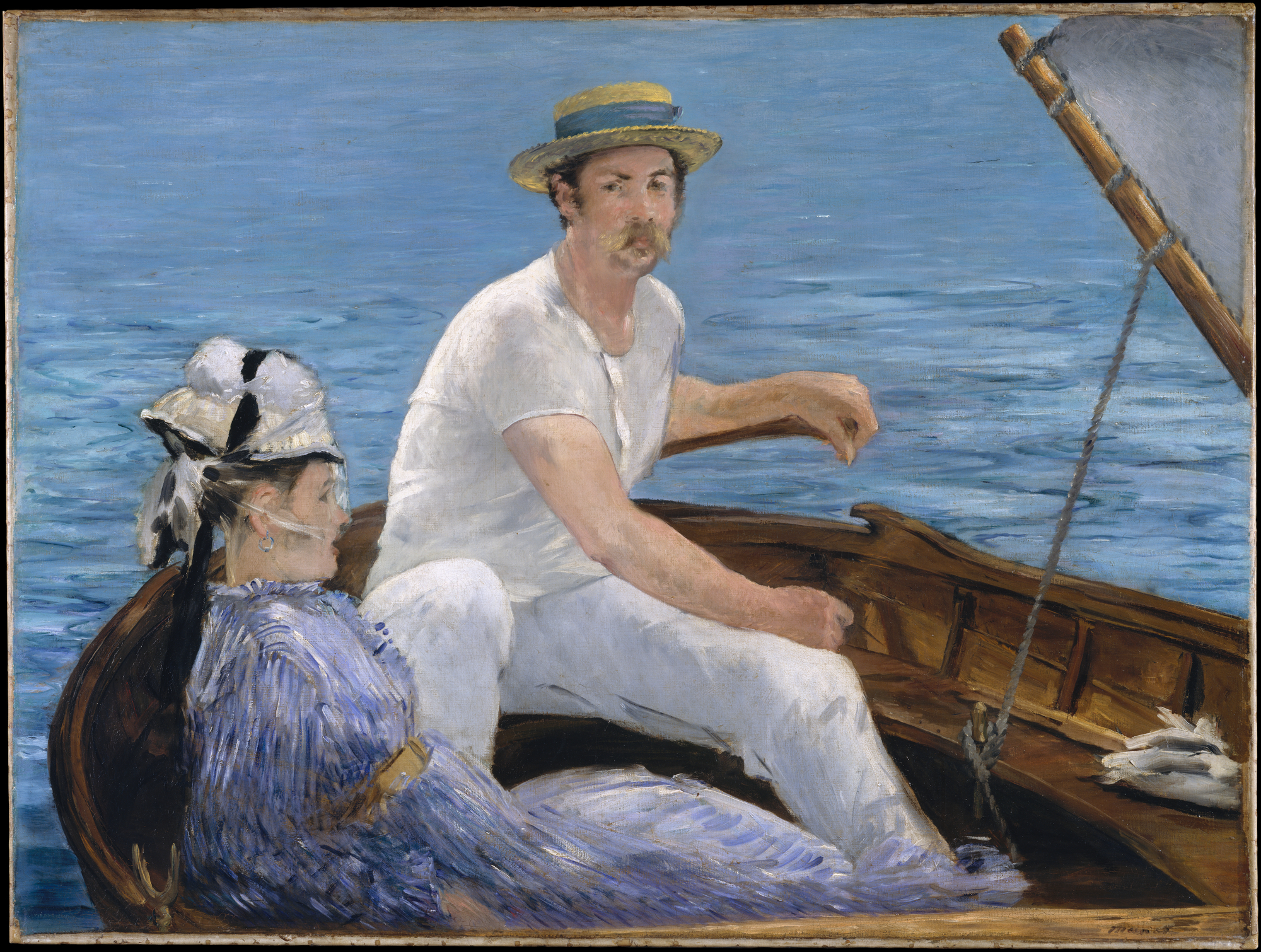
Эдуард Мане. В лодке. 1874

Почти все они были в белых пикейных жилетах и в соломенных шляпах канотье.

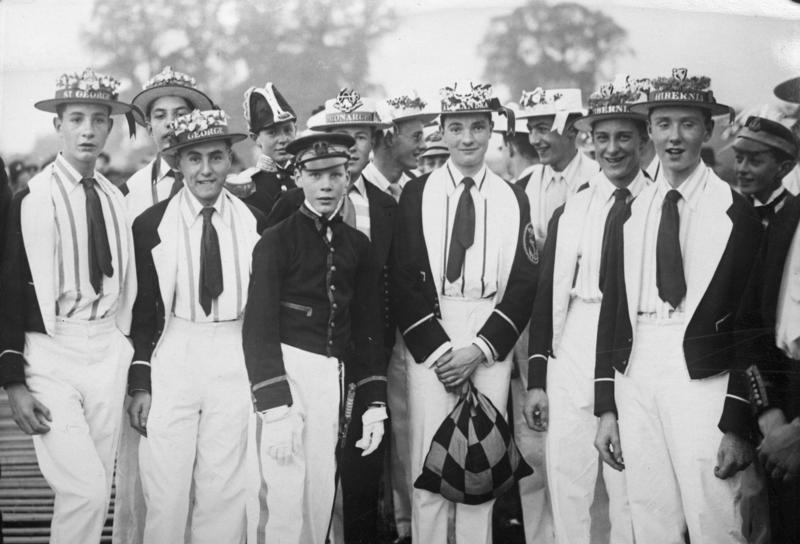
Ученики Итонского колледжа в боутерах на лодочной процессии. 1932

Канотье́ (фр. canotier — гребец, от canot — лодка) — летняя шляпа из соломки с низкой тульей, прямыми неширокими полями и репсовой лентой тёмного цвета, которые носили в России с начала 1890 годов до 1920-х и мужчины, и женщины. В США шляпа называется «плетёнка» (англ. sennit) или «сепаратор» (англ. skimmer). В Германии за канотье закрепились шутливые прозвища «одуванчик», «подсолнух» и «циркулярная пила», а в Австрии его называют «жира́рди» в честь знаменитого актёра.
Родиной канотье, шляпы для гребли и загородного отдыха в целом, считается Франция, где её первоначально носили моряки, но её предшественником является британский «бо́утер» (англ. boater — «лодочник») — соломенная шляпа, которую на рубеже XVIII—XIX веков ввёл в качестве летнего головного убора для матросов адмирал Нельсон. В честь адмирала её поныне надевают раз в год на праздничную лодочную процессию 4 июня ученики Итонского колледжа. В викторианской Англии боутер был чрезвычайно прочным головным убором и мог прослужить своему владельцу всю жизнь. Их изготавливали из сплетённой косичкой пшеничной соломы, которую сшивали спиралью в несколько слоёв. Для защиты от влаги канотье покрывали шеллаком. Украшавшая шляпу лента поначалу перекрещивалась сзади, а её кончики свисали с полей. Боутер считался предметом роскоши, пока около 1880 года солому не стали импортировать из Китая и в Европе. Центром производства боутеров был Лутон, исторический центр шляпного производства в Англии.
Во Франции канотье входило в моду постепенно: в 1860-е годы канотье появился в детском гардеробе, в 1870-е — в женском, в 1880-е оно стало модной летней мужской шляпой. На рубеже XIX—XX веков женщины надевали канотье на прогулку на велосипеде или для занятий теннисом или крокетом, пик женской моды на канотье пришёлся на 1930—1950-е годы. Мужчины носили канотье в начале XX века с фраком, но в 1930—1935-е годы канотье окончательно вышло из мужской моды, ему на смену пришли панамы и трильби. В России на рубеже XIX и XX веков канотье носили молодые интеллектуальные дамы. Эта шляпа дополняла образ женщины в туго затянутой в талии и расширяющейся книзу юбке и блузке с пышными рукавами. За их изящество и хрупкость, как у ламповых стёкол, таким образом одетых дам прозвали «лампочками».
Соломенная шляпа боутер или канотье навсегда ассоциирована у британцев с бестселлером 1889 года Джерома К. Джерома «Трое в лодке, не считая собаки». Канотье носили звёзды кино и эстрады Морис Шевалье и Гарольд Ллойд. Будущему президенту США Герберту Гуверу в период жизни в Великобритании удавалось водить в боутере открытый Panhard. Боутер входит в школьную форму Харроу в Лондоне. В Венеции канотье носят гондольеры.